# Heterophyes heterophyes
Heterophyes heterophyes ist ein zu den Saugwürmern gehörender Parasit. Er wurde 1851 von Theodor Bilharz bei einer Obduktion im Dünndarm entdeckt. Der Parasit ist der häufigste Auslöser der Heterophyose.

## Merkmale
Dieser kleine, hermaphroditische Darmegel hat im adulten Stadium eine gestreckt ovoide Körperform mit einer Größe von 1,0–1,7 × 0,3–0,7 mm. Lebend ist er von grauer Farbe. Das Tegument ist von feinen Dornen besetzt, die anterior (nach vorne hin) besonders zahlreich sind. Der Mundsaugnapf ist mit 90 µm Durchmesser deutlich kleiner als der im mittleren Körperdrittel gelegene Bauchsaugnapf mit 230 µm. Ein Genitalsaugnapf (150 µm) befindet sich am linken, hinteren Rand des Bauchsaugnapfes. Der Rand dieses zusätzlichen Genitalsaugnapfes (auch Gonotyl oder genitales Acetabulum genannt), eine Besonderheit der Familie Heterophyidae, ist mit winzigen Dornen besetzt und unterscheidet Heterophyes heterophyes von Metagonimus yokogawai. Der Verdauungstrakt umfasst einen engen Präpharynx, einen kleinen, knolligen Pharynx, eine enge Speiseröhre und zwei blind endende Därme. Ein Drittel Körperlänge vom Körperende entfernt liegt der rundliche Eierstock, zwei ovale Hoden liegen nebeneinander am Ende des Körpers. Die Eier, die das Miracidium enthalten, besitzen Abmessungen in einer Größenordnung von 30 × 17 μm und ähneln denen der Gattung Opisthorchis.

## Verbreitung
Heterophyes heterophyes ist im asiatischen Raum, in Nordafrika, im Nahen Osten und im südlichen Europa verbreitet. Hauptverbreitungsgebiete sind Ägypten, der Iran und Korea. Auch in der Türkei, im Sudan, im Mittleren Osten, Indien, Japan und Korea kommt er vor.

## Entwicklungszyklus und Befall
Die embryonierten Eier des Darmegels werden mit den Fäzes ausgeschieden und von marinen Vorderkiemerschnecken wie z. B. Potamides conicus  (Syn.: Pirenella conica) mit der Nahrung aufgenommen (erster Zwischenwirt). Nach einem Sporozystenstadium und zwei Redienstadien entstehen die Zerkarien, die in Fische wie die Großkopfmeeräsche eindringen (zweiter Zwischenwirt). In den Fischen enzystieren sie sich als Metazerkarien. Werden die Fische dann roh oder nicht ausreichend gegart gegessen, entwickeln sich im Wirt zum Abschluss des Entwicklungszyklus aus den Metazerkarien die adulten Darmegel.
Es werden Menschen oder fischfressende Tiere befallen, der Darmegel besiedelt die Dünndarmwand (Jejunum und vorderes Ileum) und ist oft in den Lieberkühn-Krypten zu finden.